# Mainalon
Mainalon (en grec moderne : Μαίναλον) est une très petite station de ski de Grèce, installée sur le mont Ménale (d'où son nom), dans le Péloponnèse.

## Domaine skiable
La station est la plus proche de la capitale Athènes.
Ouverte en 1965, il s'agit de l'une des trois plus anciennes stations du pays. Le premier téléski moderne fut construit en 1968, lequel est encore en fonctionnement en 2014. Le deuxième fut construit dans les années 1970, le troisième dans les années 1980, puis enfin le fil-neige pour enfants.
La station appartient au Club alpin grec de Tripoli.